# Tarsenspinner

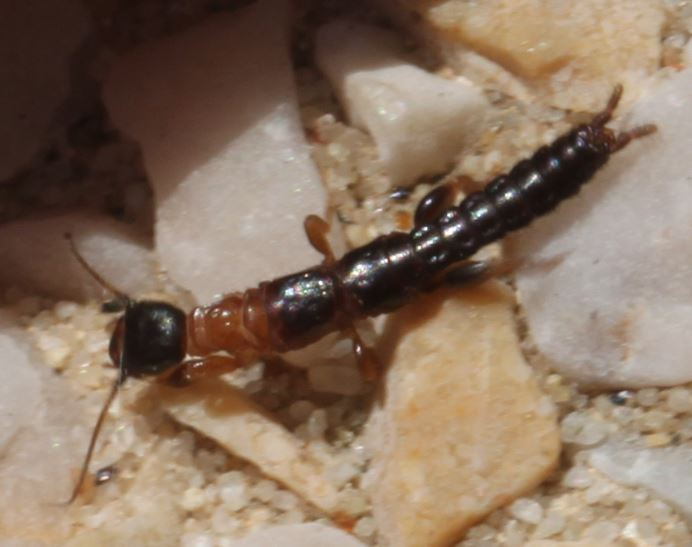
cf. Haploembia solieri, Weibchen

Die Tarsenspinner (Embioptera), auch Fersen- oder Fußspinner bzw. Spinnfüßer genannt, sind eine Ordnung der Insekten und gehören zu den Fluginsekten (Pterygota). Sie bilden in manchen taxonomischen Systematiken gemeinsam mit den Steinfliegen ein Taxon namens Steinfliegenartige (Plecopteroida), in anderen werden sie als Schwestergruppe der Gespenstschrecken angesehen. Manche Systematiker nehmen außerdem eine engere Verwandtschaft mit den Bodenläusen an. Die fast 500 bekannten Arten sind in den Tropen, den Subtropen und selten in gemäßigten Klimazonen zu finden. Die meisten Arten werden 8 bis 15 Millimeter lang. Die größten Vertreter sind die Arten der Gattung Clothoda mit einer Körperlänge von etwa 20 Millimetern.

## Merkmale

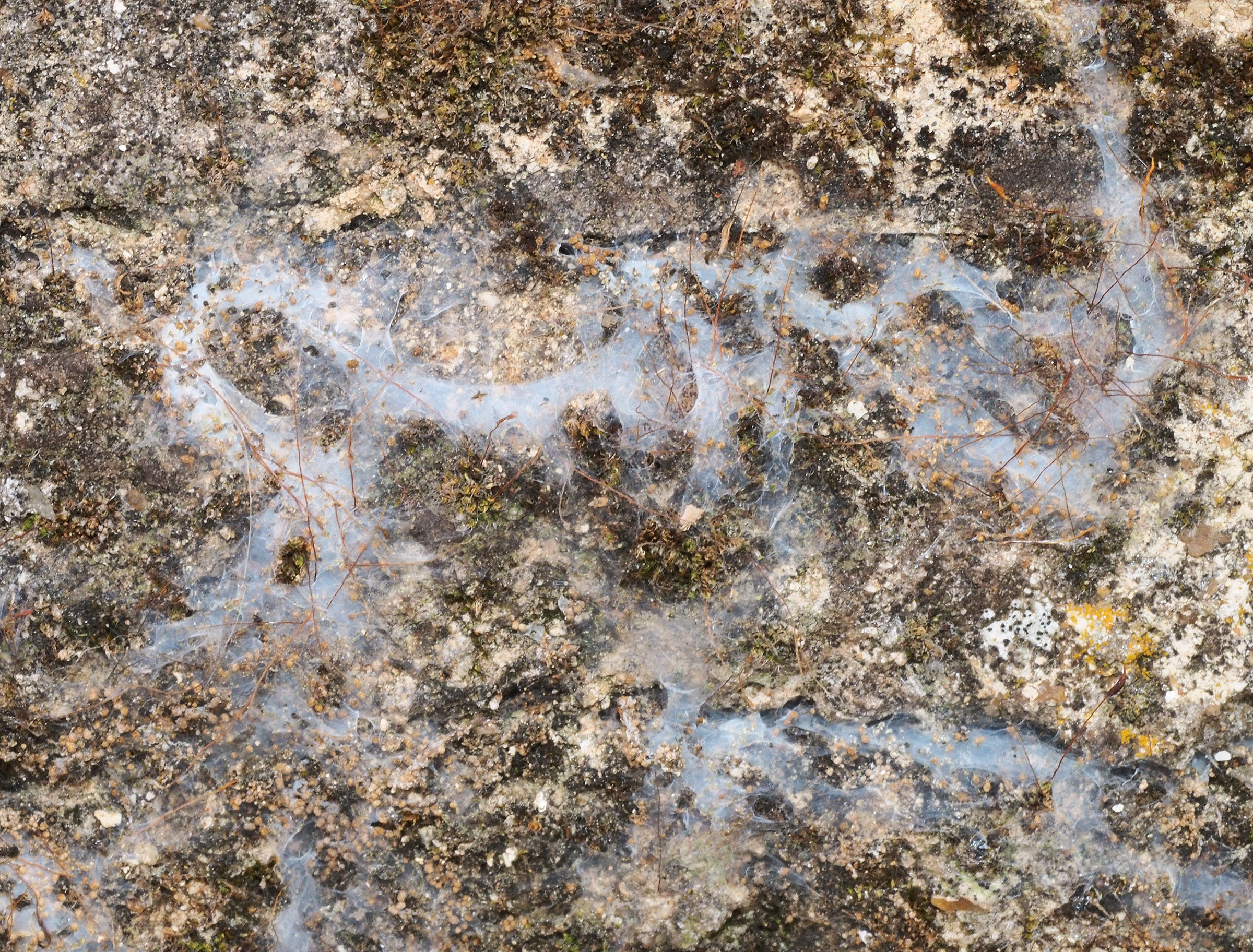
Nestgespinst in Spanien

Tarsenspinner sind kleine zylindrisch geformte Insekten. Die Männchen der meisten Tarsenspinner besitzen vier etwa gleich große, schmale Flügel mit einem sehr einfachen Geäder, die in der Ruhestellung nach hinten über den Körper gefaltet werden. Die Flügel sind normalerweise weich und flexibel mit hohlem, nicht ausgehärtetem Geäder. Sollen sie zum Flug verwendet werden (normalerweise nur bei Migrationen oder zur Partnersuche), werden sie durch eingepumpte Hämolymphe stabilisiert. Die Weibchen sind flügellos. 
Auffällig sind die verdickten Vorderbeine der Tiere. Besonders das erste Tarsenglied der Vorderbeine ist stark verdickt und mit jeweils etwa 100 Spinndrüsen ausgestattet, die in hohle Borsten münden. Die drei Brustsegmente (Thorax) sind annähernd gleich groß. Am Kopf tragen die Tiere lange Antennen und kleine Facettenaugen. Die Mundwerkzeuge sind kauend-beißend und weisen einen ausgeprägten Sexualdimorphismus auf. Bei den Männchen sind sie zu Klammerorganen für die Begattung umgebildet. Der Hinterleib endet in einem Paar kurzer Hinterleibsfäden, den Cerci.

## Lebensweise

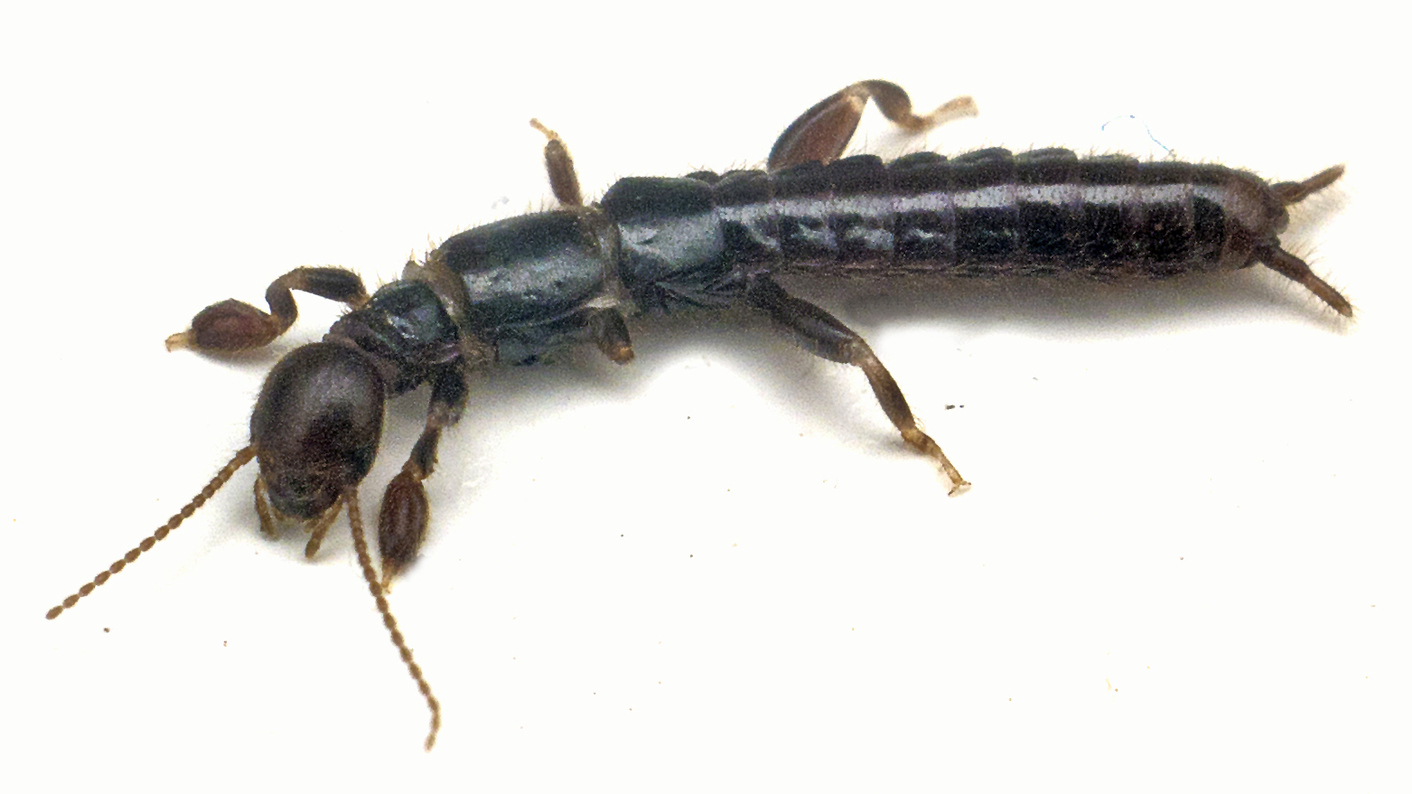
Notoligotoma nitens, in der Nähe von Brisbane, Australien

Die Tarsenspinner leben in Gespinsten am Boden, die häufig unter Steinen oder Rinde angelegt sind. Die etwa 200 Eier werden von den Weibchen direkt in das gesponnene Nest gelegt, wobei einige Arten auch Brutpflege betreiben. Nachts verlassen die Larven und die Weibchen die Gespinste zur Nahrungssuche.
Die Nymphen durchlaufen insgesamt vier Häutungen bis zum Adultstadium. Die Entwicklung erfolgt hemimetabol.
Die Männchen sind in der Lage, durch Reiben der Fühler Geräusche zu produzieren und nutzen diese, um die Weibchen zu umwerben.

## Fossile Belege

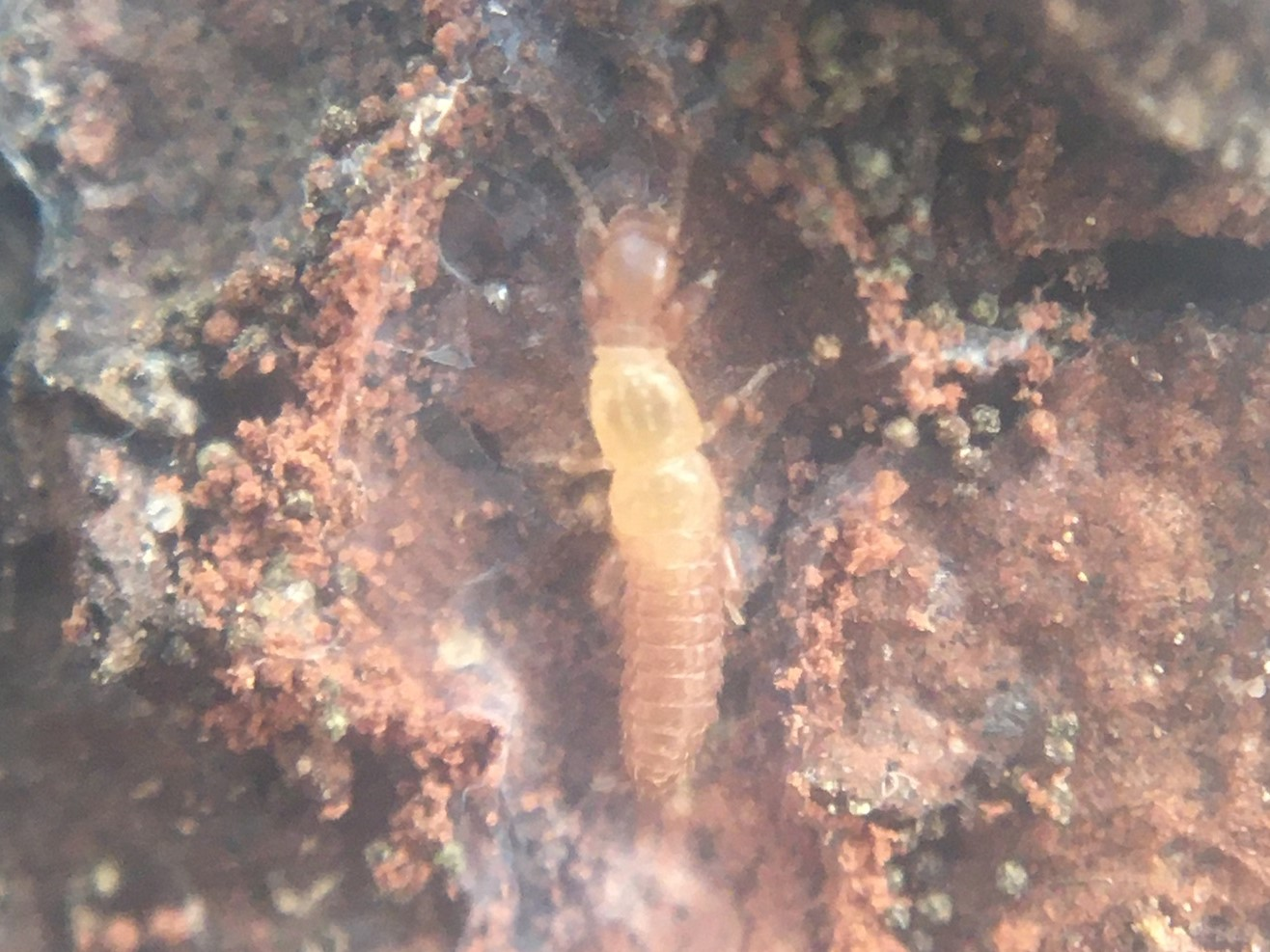
Diradius vandykei aus der Familie derTeratembiidae, an der Ostküste der USA

Die ältesten fossilen Belege von Tarsenspinnern stammen aus burmesischem Bernstein aus der mittleren Kreide, aufgrund der bereits stark abgeleiteten Morphologie dieser Funde wird ein höheres Alter (möglicherweise aus der Trias) angenommen. Weitere Funde stammen aus Baltischem Bernstein (Eozän). Bei den wenigen fossil erhaltenen Exemplaren handelt es sich um Männchen der Gattung Electroembia, darunter ein Individuum der Art Electroembia antiqua, deren Männchen flügellos sind. Weitere Funde von Tarsenspinnern anderer Gattungen sind aus den jüngeren Bernsteinvorkommen der Dominikanischen Republik, Mexikos (Chiapas-Bernstein) und von Sansibar (Tansania) bekannt.

## Taxonomie
Bei den Embioptera werden 16 Familien mit insgesamt 475 Arten unterschieden (Stand: Oktober 2023).
Die folgenden Familien sind bekannt:
- Alexarasniidae Gorochov, 2011
- Andesembiidae Ross, 2003
- Anisembiidae Davis, 1940
- Archembiidae Ross, 2001
- Australembiidae Ross, 1963
- Brachyphyllophagidae Rasnitsyn, 2000
- Clothodidae Enderlein, 1909
- Embiidae Burmeister, 1839
- Embonychidae Navás, 1917
- Notoligotomidae Davis, 1940
- Oligotomidae Enderlein, 1909
- Paedembiidae Ross, 2006
- Ptilocerembiidae Miller & Edgerly
- Scelembiidae Ross, 2001
- Teratembiidae Krauss, 1911

In Europa kommen, laut Fauna Europaea, folgende Gattungen und Arten vor:
Aus der Familie der Embiidae:
- Cleomia Stefani, 1953
  - Cleomia guareschi Stefani, 1953
- Embia Latreille, 1825
  - Embia amadorae Ross, 1966
  - Embia cynthiae Fontana, 2002
  - Embia fuentei Navàs, 1918
  - Embia girolamii Fontana, 2001
  - Embia ilvana Fontana & Forbicioni, 2024
  - Embia nuragica Stefani, 1953
  - Embia ramburi Rimski-Korsakow, 1905
  - Embia savignyi Westwood, 1837
  - Embia tyrrhenica Stefani, 1953

Aus der Familie der Oligotomidae:
- Haploembia Verhoeff, 1904
  - Haploembia palaui Stefani, 1955
  - Haploembia solieri (Rambur, 1842)
  - Haploembia tarsalis Ross, 1940
- Oligotoma Westwood, 1837 (eingeschleppt aus Nordamerika)
  - Oligotoma nigra Hagen, 1885
  - Oligotoma saundersii (Westwood, 1837)